# Hoog- en Groenland (polder)
Hoog- en Groenland is een polder in de Nederlandse provincie Utrecht ten noorden van Baambrugge in de voormalige gemeente Abcoude. Het waterschap werd in 1964 samengevoegd in Baambrugge Westzijds.